# Baku Cup 2014
Baku Cup 2014 byl tenisový turnaj pořádaný jako součást ženského okruhu WTA Tour, který se hrál na otevřených dvorcích s tvrdým povrchem městské tenisové akademie. Konal se mezi 21. až 27. červencem 2014 v ázerbájdžánské metropoli Baku jako 4. ročník turnaje.
Turnaj s rozpočtem 250 000 dolarů patřil do kategorie WTA International Tournaments. Nejvýše nasazenou hráčkou ve dvouhře se stala dvacátá devátá tenistka světa Sorana Cîrsteaová z Rumunska. Soutěž vyhrála ukrajinská hráčka Elina Svitolinová, která tak obhájila titul.

## Distribuce bodů a finančních odměn

### Distribuce bodů
| Soutěž      | vítězky | finalistky | semifinalistky | čtvrtfinalistky | 16 v kole | 32 v kole | Q  | Q2 | Q1 |
| ----------- | ------- | ---------- | -------------- | --------------- | --------- | --------- | -- | -- | -- |
| dvouhra žen | 280     | 180        | 110            | 60              | 30        | 1         | 18 | 12 | 1  |
| čtyřhra žen | 280     | 180        | 110            | 60              | 1         |           |    |    |    |

### Finanční odměny
| Soutěž                              | vítězky | finalistky | semifinalistky | čtvrtfinalistky | 16 v kole | 32 v kole | Q2     | Q1   |
| ----------------------------------- | ------- | ---------- | -------------- | --------------- | --------- | --------- | ------ | ---- |
| dvouhra žen                         | $43 000 | $21 400    | $11 500        | $6 175          | $3 400    | $2 100    | $1 020 | $600 |
| čtyřhra žen                         | $12 300 | $6 400     | $3 435         | $1 820          | $960      |           |        |      |
| částka ve čtyřhře je uvedena na pár |         |            |                |                 |           |           |        |      |

## Ženská dvouhra

### Nasazení
| Stát                              | Hráčka               | WTA1) | Nasazení |
| --------------------------------- | -------------------- | ----- | -------- |
| Rumunsko                          | Sorana Cîrsteaová    | 29.   | 1.       |
| Ukrajina                          | Elina Svitolinová    | 35.   | 2.       |
| Slovensko                         | Magdaléna Rybáriková | 37    | 3        |
| Japonsko                          | Kurumi Naraová       | 38.   | 4.       |
| Srbsko                            | Bojana Jovanovská    | 40.   | 5.       |
| Rakousko                          | Yvonne Meusburgerová | 42.   | 6.       |
| Spojené království                | Heather Watsonová    | 57.   | 7.       |
| Slovensko                         | Jana Čepelová        | 71.   | 8.       |
| Žebříček WTA k 14. červenci 2014. |                      |       |          |

### Jiné formy účasti
Následující hráčky obdržely divokou kartu do hlavní soutěže:
- Xenia Gajdaržiová
- Ons Džabúrová
- Nazrin Jafarovová

Následující hráčky si zajistily postup do hlavní soutěže v kvalifikaci:
- Nigina Abdurajmovová
- Kateryna Bondarenková
- Vesna Doloncová
- Misa Egučiová
- Danka Kovinićová
- Olga Savčuková

### Odhlášení
před zahájením turnaje
- Mona Barthelová
- Klára Koukalová
- Čang Šuaj

### Skrečování
- Alison Van Uytvancková

## Ženská čtyřhra

### Nasazení
| Stát                                                                         | Hráčka                | Stát     | Hráčka                     | WTA1) | Nasazení |
| ---------------------------------------------------------------------------- | --------------------- | -------- | -------------------------- | ----- | -------- |
| Gruzie                                                                       | Oxana Kalašnikovová   | Ukrajina | Olga Savčuková             | 130.  | 1.       |
| Slovensko                                                                    | Janette Husárová      | Polsko   | Klaudia Jansová-Ignaciková | 145.  | 2.       |
| Rumunsko                                                                     | Ioana Raluca Olaruová | Izrael   | Šachar Pe'erová            | 191.  | 3.       |
| Izrael                                                                       | Julia Glušková        | Rakousko | Sandra Klemenschitsová     | 222.  | 4.       |
| Žebříček WTA k 7. červenci 2014; číslo je součtem umístění obou členek páru. |                       |          |                            |       |          |

### Jiné formy účasti
Následující páry obdržely divokou kartu do hlavní soutěže:
- Tamari Čalaganidzeová /  Nazrin Safarovová
- Oleksandra Korašviliová /  Tereza Martincová

### Skrečování
- Francesca Schiavoneová

## Přehled finále

### Ženská dvouhra
- Elina Svitolinová vs.  Bojana Jovanovská, 6–1, 7–6(7–2)

### Ženská čtyřhra
- Alexandra Panovová /  Heather Watsonová vs.  Ioana Raluca Olaruová /  Šachar Pe'erová, 6–2, 7–6(7–3)